# 弗沃茨瓦韦克车站
弗沃茨瓦韦克車站（波蘭語：Stacja Włocławek）是波蘭庫亞維-波美拉尼亞省弗沃茨瓦韦克的鐵路車站，啟用於1862年。新站於1974年啟用。